# Slocan (British Columbia)
Slocan ist ein Dorf im Südwesten des Interior der kanadischen Provinz British Columbia. Die Gemeinde am Übergang zwischen der westlich gelegenen Vallhala Ranges und der östlich gelegenen Slocan Ranges, beides Teile der Selkirk Mountains, gehört zum Regional District of Central Kootenay.
Das Dorf ist Ausgangspunkt für Besuche im unmittelbar westlich gelegenen Valhalla Provincial Park.

## Lage
Das Dorf liegt am Südufer des Slocan Lake im Slocan Valley, etwa 32 Kilometer südlich von New Denver und etwa 68 Kilometer nördlich von Castlegar, wo der Slocan River dem See entspringt.

## Geschichte
Das Gebiet, in dem heute das Dorf liegt, ist traditionelles Siedlungs- und Jagdgebiet der First Nations, hier hauptsächlich der Ktunaxa.
Die heutige Gemeinde entstand als 1892 hier und in der Nähe Silberfunde gemacht wurden. Verbunden damit erreichte 1985 die Eisenbahnstrecke einer Tochtergesellschaft der Great Northern Railway das Dorf. Außerdem war es der südliche Endpunkt der auf dem See verkehrenden Schiffe.
Die Zuerkennung der kommunalen Selbstverwaltung für die Gemeinde erfolgte am 1. Juni 1901 (incorporated als „City Municipality“). Im Jahr 1958 änderte sich der Status der Gemeinde in den eines Dorfes (re-incorporated als „Village Municipality“).
Im Zusammenhang mit dem Zweiten Weltkrieg betrieb der kanadische Staat hier ein Internierungslager für japanischstämmiger Kanadier. Die Internierung japanischstämmiger Kanadier erfolgte, da diese von der Regierung beim Verbleib an den Küsten als potentielle Gefahr betrachten wurden. Zu den hier Internierten gehörten u. a. David Suzuki und Joy Kogawa.

## Demographie
Die Volkszählung im Jahr 2016, der Census 2016, ergab für die Gemeinde eine Bevölkerungszahl von 272 Einwohnern, nachdem der Zensus im Jahr 2011 für die Gemeinde noch eine Bevölkerungszahl von 296 Einwohnern ergab. Die Bevölkerung hat dabei im Vergleich zum letzten Zensus im Jahr 2011 um 8,1 % abgenommen und sich damit entgegen dem Provinzdurchschnitt, mit einer Bevölkerungszunahme in British Columbia um 5,6 %, entwickelt. Bereits im Zensuszeitraum 2006 bis 2011 hatte die Einwohnerzahl in der Gemeinde entgegen der Entwicklung in der Provinz um 5,7 % abgenommen, während sie im Provinzdurchschnitt um 7,0 % zunahm.
Beim Zensus 2016 wurde für die Gemeinde ein Medianalter von 51,0 Jahren ermittelt. Das Medianalter der Provinz lag 2016 nur bei 43,0 Jahren. Das Durchschnittsalter lag bei 45,8 Jahren, bzw. bei nur 42,3 Jahren in der Provinz. Beim Zensus 2011 wurde für die Gemeinde noch ein Medianalter von 47,5 Jahren ermittelt. Das Medianalter der Provinz lag 2011 bei 44,0 Jahren.

## Verkehr
Schwerpunkt der Verkehrsanbindung ist der Straßenverkehr. Der Highway 6 durchquert die Gemeinde in Nord-Süd-Richtung und verbindet diese im Norden mit Vernon oder Revelstoke und im Süden mit dem Highway 3, dem Crowsnest Highway.
Öffentlicher Personennahverkehr wird örtlich/regional durch das „West Kootenay Transit System“ angeboten, welches von BC Transit in Kooperation betrieben wird. Das System bietet dabei mit einer Buslinie eine Verbindung mit Castlegar und Nelson oder mit New Denver und Nakusp.